# Araneus talca
Araneus talca Levi, 1991 è un ragno appartenente alla famiglia Araneidae.

## Distribuzione
L'olotipo femminile è stato rinvenuto in una località del Cile centrale: nel territorio del villaggio andino di Alto de Vilches, nella provincia di Talca.
Altri esemplari sono stati reperiti in diverse località dell'Argentina: Lago Lácar, Huahun e Pucará nella sola Provincia di Neuquén e altre.

## Tassonomia
Non sono stati esaminati esemplari di questa specie dal 1991
Attualmente, a dicembre 2013, non sono note sottospecie